# Aclytia astigma
Aclytia astigma är en fjärilsart som beskrevs av Embrik Strand 1915. Aclytia astigma ingår i släktet Aclytia och familjen björnspinnare. Inga underarter finns listade i Catalogue of Life.